# 골설어속
골설어속(학명: Osteoglossum)은 골설어과 하위의 속과 그 하위 종들을 통틀어 일컫는 말로, 2종만을 포함한다.

## 하위 종
- 실버아로와나 (Osteoglossum bicirrhosum) (Cuvier, 1829)
- 블랙아로와나 (Osteoglossum ferreirai) Kanazawa, 1966